# VNV Nation
VNV Nation és un grup de música electrònica format per l'irlandès Ron Harris (veus, sintetitzadors i programacions) i l'anglès Mark Jackson (bateria electrònica). Estan en actiu des del 1995, l'any de publicació del seu primer disc, anomenat "Advance and Follow".
VNV Nation (VNV significa "Victory Not Vengeance") tenen un estil de música molt personal, que ells mateixos anomenen futurepop, i que combina elements de diversos gèneres de música electrònica, com el synthpop, l'EBM, o fins i tot música industrial, trance i dance. Harris és l'encarregat de la composició de les cançons.

## Biografia

### Primer material
VNV Nation van debutar l'any 1990 editant dos senzills, "Body Pulse" al mes de maig i, ja al novembre, l'EP "Strength of Youth", de 4 temes. El seu so va cridar l'atenció del grup més important de l'EBM del moment, Nitzer Ebb, que els contractaren com a teloners de la gira Ebbhead.
Després de publicar alguns temes en diverses recopilacions, l'any 1995 aparegué el seu primer disc dels VNV Nation, Advance and Follow, ple de ritmes durs i melodies sintètiques barrejades amb elements orquestrals. Fins llavors, VNV Nation era com el pseudònim de Harris, que n'era l'únic membre; però després de la gira de presentació, on Jackson tocà la bateria electrònica, fou admès com a membre oficial.
Praise The Fallen (1998) fou el seu següent disc; musicalment és una continuació de l'àlbum anterior, amb tocs de música industrial i ritmes durs i contundents, i que va aconseguir una acceptació comercial superior.

### Cap a l'èxit:EmpiresiFutureperfect
Un any després fou publicat el seu següent àlbum, Empires, que continuà l'evolució musical que havien mostrat als discos anteriors (potenciant la base melòdica i emprant menys elements industrials) i, alhora, atragué una audiència molt més nombrosa, particularment a Alemanya. Aquest àlbum fou creat emprant únicament un sintetitzador (l'Access Virus) i alguns samplers.
VNV Nation continuaren el progrés mostrat a "Emipres" en el seu següent disc, Futureperfect, on s'incorporaren més elements de synthpop, trance i arranjaments d'inspiració orquestral. "Futureperfect" (on Harris i Jackson experimentaren amb programari de sintetitzadors) conté un dels seus temes més coneguts, "Beloved". L'èxit del disc els permeté d'emprendre gires mundials als anys 2002 i 2003.

### Confirmació i evolució

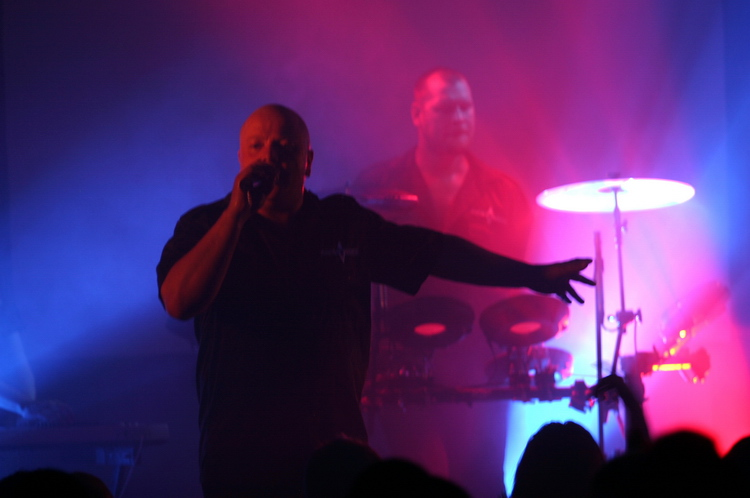
VNV Nation en directe a New City (Edmonton, Canadà), setembre '07.

En els següents discos editats pel grup, VNV Nation feren evolucionar el seu so; Matter + Form (2005), per exemple, mostra un so més dur i agressiu, a més d'una paleta de sons més variada, a conseqüència de l'ús d'un sintetitzador modular, en addició a l'instrumental emprat prèviament per Harris i Jackson. Dos anys després aparegué el seu àlbum més recent, Judgement.

## Discografia
- Advance and Follow (1995)
- Praise The Fallen (1998)
- Empires (1999)
- Futureperfect (2002)
- Matter + Form (2005)
- Judgement (2007)
- Of Faith, Power and Glory (2009)
- Automatic (2011)
- Transnational (2013)